# 黒須美彦
黒須 美彦（くろす　よしひこ、1952年〈昭和27年〉8月8日 - ）は、日本のクリエイティブディレクター。京都精華大学客員教授。

## 人物
1952年東京生まれ。黒須正明は実兄。
桐朋小学校から桐朋中学校・高等学校卒業、1975年慶應義塾大学工学部管理工学科卒業、同年博報堂入社。
2003年博報堂を退社し、シンガタ参加。

## 主な作品

### CM
- 「全てのゲームはここに集まる」「いくぜ100万台」（ソニー・コンピュータエンタテインメント・PlayStation）
- 「それ行けローソン通り物語」（ローソン）
- 「ナオミに変わる日」（TBC）
- 「広末涼子、ポケベルはじめる」（NTTドコモ）
- 「ドコモダケ」（NTTドコモ）
- 「金麦」（サントリー）

### 著作
- 『ドコドコドコモダケ』かきうちみか、くろすよしひこ著、講談社 (2005/08)　(ISBN 4062130513、ISBN 978-4062130516)
- 「ドコモダケのうた」CD(2005/12/21)
- 「ドコモダケのうた ムスメドコモダケの恋」CD(2006/8/23)
- 『ともだちかもん (コクヨのえほん―たいせつなものシリーズ)』、文・黒須美彦、絵・タカノ綾、コクヨS&T (2007/11)　(ISBN 4903584348、ISBN 978-4903584348)

## 主な受賞
- カンヌ国際広告賞 銅賞、クリオ賞、ロンドン国際広告賞 銅賞、ACC賞など